# Erasmo Dias
Antônio Erasmo Dias (Paraguaçu Paulista, 2 de junho de 1924 — São Paulo, 4 de janeiro de 2010) foi um político, historiador e militar do Exército Brasileiro.
Ganhou notoriedade nacionalmente quando, ocupando o cargo de Secretário Estadual de Segurança Pública de São Paulo, durante a ditadura militar brasileira, conduziu a tomada da Pontifícia Universidade Católica de São Paulo (PUC-SP), em 22 de setembro de 1977, chamada de "invasão da PUC", onde uma reunião de estudantes pretendia refundar a União Nacional dos Estudantes (UNE) e por ter sido encarregado das operações de combate à guerrilha de Carlos Lamarca no Vale do Ribeira.

## Biografia
Erasmo Dias cursou a Escola Preparatória de Cadetes de Porto Alegre entre 1941 e 1942. Em seguida, ingressou na Escola Militar do Realengo (1943/1944), sucedida pela Academia Militar das Agulhas Negras, onde concluiu o curso como aspirante a oficial de Artilharia, em 1945.
Cursou a Escola de Aperfeiçoamento de Oficiais (1954) e a Escola de Comando e Estado-Maior do Exército (1958/1961). Foi Comandante da 3ª Bateria de Obuses de Costa, como major, no Guarujá (1962/1965) e do 6° Grupo de Artilharia de Costa Motorizado, na Praia Grande (1968/1970). Foi Chefe do Estado Maior do Comando de Artilharia de Costa Antiaérea, como Coronel, em Santos (1971) e Chefe do Estado Maior da 2a Região Militar, como Coronel, em São Paulo (1973).
Em 1962, concluiu o curso de Bacharelado em História pela Faculdade de Filosofia da Universidade de São Paulo, concluindo também no mesmo ano o curso de Licenciatura em História pela mesma Universidade.
Erasmo Dias era coronel reformado da Artilharia do Exército, e se manteve na ativa durante 35 anos.
Em 1962 fez parte do Golpe para depor João Goulart. Durante o Golpe do governo João Goulart em 1964, comandou a ocupação da Refinaria Presidente Bernardes, em Cubatão. Em outubro de 1968, quando comandava a Fortaleza de Itaipu (6° Grupo de Artilharia de Costa Motorizado), em Praia Grande, ali ficaram presos os 22 participantes do frustrado 30º Congresso da UNE, em Ibiúna, dissolvido pela Força Pública e pelo DOPS. Em 1970, no município de Registro, no Vale da Ribeira, Erasmo Dias comandou a malsucedida operação de cerco ao guerrilheiro Carlos Lamarca. Lamarca conseguiu roubar um caminhão do Exército e acabou escapando para São Paulo.
Em 1974, foi nomeado secretário de Segurança Pública do Estado de São Paulo no governo de Laudo Natel (1971-1975) - cargo que manteve ao longo do governo de Paulo Egídio Martins, até 1978.

### Tomada da PUC
Como secretário da Segurança Pública, Erasmo Dias comandou a ocupação do campus da Pontifícia Universidade Católica de São Paulo, ocorrida na noite de 22 de setembro de 1977. Segundo relato do Diretório Central dos Estudantes da PUC-SP, naquele dia, entre 10h e 14h,  haviam sido realizados a Assembleia Estudantil Metropolitana e, secretamente, o III Encontro Nacional de Estudantes (III ENE). O Encontro fazia parte das iniciativas para refundação da União Nacional dos Estudantes (UNE), entidade perseguida pela Ditadura Militar desde 1968. Um decreto do presidente da República, Ernesto Geisel (1975-1979), subscrito pelo ministro da Justiça, Armando Falcão, proibia concentração estudantil em qualquer lugar, inclusive nos campi. Ainda assim, os estudantes em assembleia decidiram promover uma manifestação pública naquela noite, em protesto contra o cerco policial da Universidade de São Paulo, da PUC e da EAESP-FGV, cujo propósito teria sido o de impedir a realização do III Encontro Nacional dos Estudantes (III ENE). Assim, 2000 estudantes se concentraram na via pública, em frente ao teatro da PUC. Porém, pouco depois a concentração foi dissolvida violentamente por cerca de 3000 policiais. Os manifestantes fugiram, e muitos se refugiaram dentro da Universidade, que foi cercada pela polícia.
No estacionamento da PUC, mais de 1500 estudantes passaram por triagem policial. Cerca de 500, segundo o coronel Erasmo (854 pessoas, segundo reportagem da Folha de S. Paulo) foram transferidos, em ônibus da prefeitura municipal, para o quartel do Batalhão Tobias de Aguiar, onde passaram por processo de cadastramento e qualificação.
Posteriormente, 92 estudantes foram conduzidos ao DEOPS. Ao final, as autoridades pediram o enquadramento de 32 deles  (42 segundo a Folha de S. Paulo) na Lei de Segurança Nacional, acusados de infringir o artigo 39, inciso 1°, que previa pena de 10 a 20 anos de prisão para o ato de incitar a subversão da ordem, e o artigo 43, que estabelecia pena de 2 a 5 anos de prisão por tentativa de reorganizar partidos, entidades e associações de classe extintas por lei.
À época, o presidente Ernesto Geisel, comprometera-se a promover a abertura política, apesar da resistência nos militares da chamada linha-dura, com os quais Erasmo Dias se identificava. A violência da operação policial na PUC repercutiu muito mal e a violência policial contra o movimento estudantil refluiu.

## Atividade parlamentar
Depois de deixar a secretaria da Segurança Pública de São Paulo, Erasmo Dias foi eleito deputado federal pela extinta Arena em 1978. Foi também eleito deputado estadual por três vezes - pelo PDS e pelo PPR - e, por fim, vereador do Município de São Paulo - pelo PPB. Seu último mandato terminou em 2004. Como parlamentar ficou conhecido pelo discurso radicalmente anticomunista no sentido equivocado do termo.

Erasmo Dias pleiteou uma indenização, como as que foram pagas aos perseguidos políticos da época do regime militar. Porém sua ação jurídica não obteve êxito.
"Sou estigmatizado por ter defendido com unhas e dentes o Brasil contra o regime comunista putrefato. Quero receber reparação. Tenho mais direito a ela do que aqueles terroristas que fizeram guerrilha e agora posam de heróis, ditando as regras neste país", declarou à Folha de S. Paulo, em 2004.

## Outras atividades
Desde 1986, Erasmo Dias foi palestrante na matéria Segurança Privada e Criminalidade na empresa Pires Serviços de Segurança Ltda., a maior empresa de segurança privada do estado de São Paulo, que contava com 10 000 guardas registrados, em 1996, e um grande centro de treinamento. Em seu livro, Doutrina de Segurança e Risco, Erasmo Dias defendia a necessidade de um serviço de segurança privada, separado do serviço público.

## Morte
Faleceu em 4 de janeiro de 2010 no Hospital do Câncer A. C. Camargo, Erasmo Dias  tinha aos 85 anos, vítima de câncer no aparelho digestivo após lutar contra a doença por quase dois anos.

## Livros publicadas
- Reflexões de uma Vida. Ed. Santa Inês, 1988
- Doutrina de Segurança e Risco. Ed. Santa Inês, São Paulo, 1990.
- Segurança dos Cidadãos – Doutrina de Segurança e Risco – Doutrina de Segurança Pública. Scortecci Editora, 2005. ISBN 85-366-0312-7.